# Chalcomela
Chalcomela es un género de escarabajos  de la familia Chrysomelidae. En 1856 Baly describió el género. Contiene las siguientes especies:
- Chalcomela ceccoi Daccordi, 2003
- Chalcomela leai Daccordi, 2003
- Chalcomela nigricollis (Lea, 1916)
- Chalcomela nitida (Baly, 1856)
- Chalcomela splendens Macleay, 1826